# Hothfield
Hothfield es una parroquia civil y un pueblo del distrito de Ashford, en el condado de Kent (Inglaterra).

## Geografía
Según la Oficina Nacional de Estadística británica, Hothfield tiene una superficie de 9,59 km².

## Demografía
Según el censo de 2001, Hothfield tenía 880 habitantes (46,7% varones, 53,3% mujeres) y una densidad de población de 91,76 hab/km². El 15,91% eran menores de 16 años, el 68,52% tenían entre 16 y 74 y el 15,57% eran mayores de 74. La media de edad era de 46,68 años. Del total de habitantes con 16 o más años, el 21,08% estaban solteros, el 55,41% casados y el 23,51% divorciados o viudos.
El 96,24% de los habitantes eran originarios del Reino Unido. El resto de países europeos englobaban al 0,68% de la población, mientras que el 3,08% había nacido en cualquier otro lugar. Según su grupo étnico, el 98,75% eran blancos, el 0,91% asiáticos y el 0,34% negros. El cristianismo era profesado por el 82,14%, el budismo por el 0,46% y el hinduismo por el 0,46%. El 10,13% no eran religiosos y el 6,83% no marcaron ninguna opción en el censo.
359 habitantes eran económicamente activos, 338 de ellos (94,15%) empleados y 21 (5,85%) desempleados. Había 333 hogares con residentes y 24 vacíos.